# Lasioglossum batya
Lasioglossum batya är en biart som först beskrevs av Jason Gibbs 2011. Den ingår i släktet smalbin och familjen vägbin. Arten finns i sydöstra USA.

## Beskrivning
Huvud och mellankropp är ljusgröna till blågröna. Honan har munsköldens övre halva rödbrun, medan hanen har käkar, överläpp och framkanten på munskölden gulbruna. Benen är övervägande bruna, och antennerna mörkbruna. Vingarna är svagt färgade med rödbruna ribbor. Behåringen är vitaktig och förhållandevis gles, speciellt på bakkroppen. Hos hanen kan dock ansiktet nedanför ögonen vara tätare behårat. Arten är ett litet bi: Honan har en kroppslängd på 4,4 till 5 mm, och en längd på framvingen på drygt 3 mm. Motsvarande mått hos hanen är omkring 4,2 mm respektive knappt 3 mm.

## Utbredning
Utbredningsområdet omfattar sydöstra USA:s Atlantstater från North Carolina till Florida. Arten är inte vanlig.